# Szibüllák temploma (Puławy)

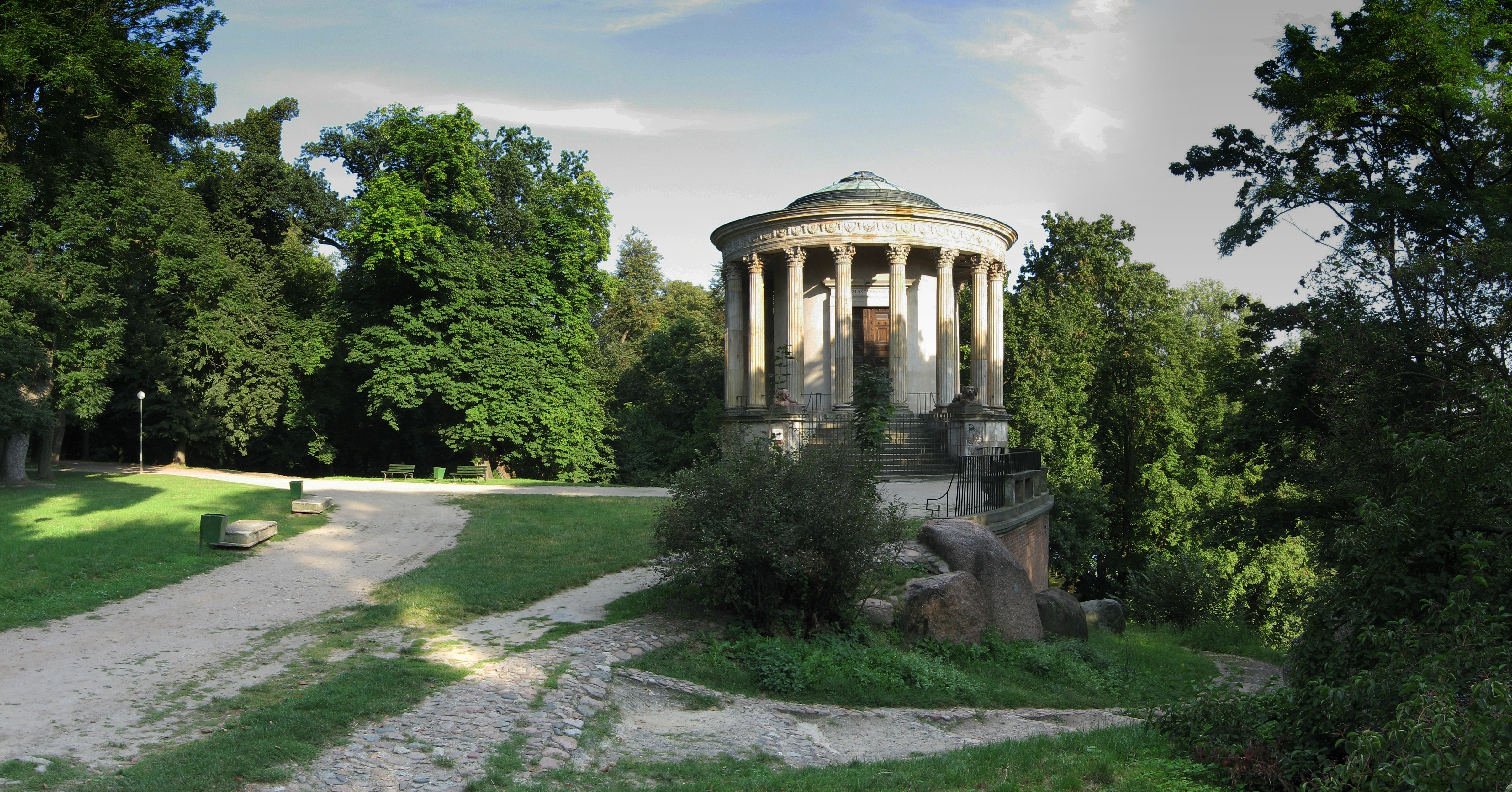
A Szibüllák temploma

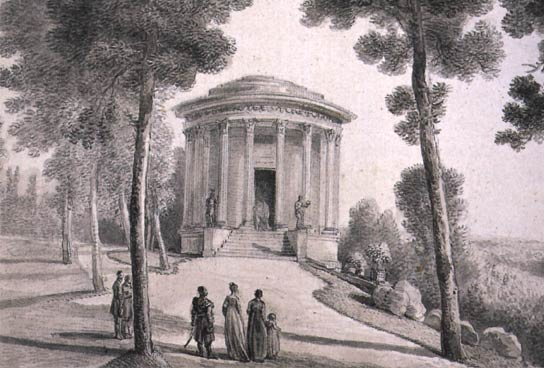
19. századi ábrázolás

A Szibüllák temploma (lengyelül: Świątynia Sybilli w Puławach) egy rotunda jellegű építmény Lengyelországban, Puławyban. A 18-19. század fordulóján épült a Czartoryski hercegi udvar részeként, tervezésekor antik mintákat követtek. Benne kapott helyet az első lengyel múzeum, ami a napjainkban Krakkóban található Czartoryski Múzeum elődje volt.
A múzeumban volt kiállítva a királyi ékszerdoboz (Szkatuła Królewska), amelyben a lengyel királyok emléktárgyait gyűjtötte a hercegnő.

## Története
Az emléktemplomot 1798 és 1801 között építették Izabela Czartoryska hercegnő megbízásából. A Visztula meredek partján áll a Czartoryski Palota parkjában. Tervezője Piotr Aigner lengyel építész volt, aki a Róma közeli Tivoliban álló Vesta templomáról mintázta.
A Szibüllák templomában Izabela Czartoryska hercegnő a Sieniawski, a Lubomirski és a Czartoryski családok, valamint a lengyel történelem jeles alakjainak az emléktárgyait gyűjtötte össze. Célja a dicsőséges nemzeti múltra való emlékeztetés volt Lengyelország három felosztása után.
1830-ban, közvetlenül a novemberi felkelés előtt, a gyűjteményt Párizsba, a Hôtel Lambertbe menekítették a harcok elől. Csak az 1870-es években vált lehetségessé visszaszállítani Krakkóba, ahol a Czartoryski Múzeum magjává vált. Az épületet 1938-ban újjáépítették és ma is látogatható.

## Leírás
A rotundában két szint található. A reprezentatív felső szintet széles lépcsőn lehet megközelíteni a park felől. A bejárathoz vezető lépcsőt porfirkőből készült oroszlánszobrok őrzik, melyek az 1808-ban idelátogató I. Sándor orosz cár ajándékai.
A bejárat fölött a „Przeszłość – Przyszłości” („Múlt a jövőnek”) felirat olvasható. Azt fejezi ki, hogy Lengyelország ugyan nem szabad, de egyszer újra az lesz, és akkor a nemzet emlékei ismét fontosak lesznek.
A bejárat szintjén veranda fut körbe, melyet 18 db korinthoszi oszlop szegélyez. Az oszlopok tartják az architrávot és a frízt, illetve az enyhén domború tetőt. A fríz Fryderyk Baumann munkája. A verandáról kilátás nyílik a Visztulára és a környező hegyekre.
Az épületbe kétszárnyú faajtón lehet belépni a verandáról. A kapuhoz tartozó aranyozott bronzkulcsot maga a hercegnő tervezte. A kulcsra feliratot véstek: „MNEMEZ ANOIGO HIERON IC MLCCCI” („Megnyitom az Emlékezet Templomát. Izabela Czartoryska, 1801.”). A terem magassága 11 m 57 cm.
Az alsó, titkos épületszint csak a folyó felől látszódik. A hercegnőnek és a tervezőnek kifejezett szándéka volt a megtévesztés, és csak kevés embernek volt bejárása ide. Szabadkőműves találkozókat tartottak benne, illetve itt volt egy obeliszk, ami az 1813-ban elhunyt hősre, Józef Antoni Poniatowskira emlékeztetett. Itt őrizték Báthory István lengyel király személyes tárgyait is.

## Az épület a kultúrában
- Az épület inspirálta Jan Paweł Woronicz lengyel költőt a Szibüllák temploma című versének megírásában.
- 1884-ben a lengyel író, Bolesław Prus itteni élményei alapján írta meg Pleśń świata című történetét.

## Fordítás
- Ez a szócikk részben vagy egészben a Świątynia Sybilli w Puławach című lengyel Wikipédia-szócikk ezen változatának fordításán alapul.  Az eredeti cikk szerkesztőit annak laptörténete sorolja fel. Ez a jelzés csupán a megfogalmazás eredetét és a szerzői jogokat jelzi, nem szolgál a cikkben szereplő információk forrásmegjelöléseként.